# Равные
«Равные» (англ. Equals) — американский научно-фантастический фильм-антиутопия 2015 года.

## Сюжет
После Великой войны, опустошившей 99 % земной поверхности, выжившие построили новое «идеальное» общество, в котором не существует войн, конфликтов, болезней и эмоций. Своё общество они называют Коллектив, а себя — «равными». Только один недуг всё ещё поражает людей, — так называемый «SOS», или Синдром Обострённого Сознания (англ. Switched On Syndrome). Носители синдрома снова начинают чувствовать и испытывать эмоции, что часто приводит к самоубийствам. В обществе к ним относятся как к больным и даже опасаются заражения. «Серьёзно заболевших» помещают в изолятор «Дыра» (Defective Emotional Neuropathy Facility (DEN)), откуда никто не возвращается.
Главный герой, Сайлас, обнаруживший у себя «SOS», вступает в романтические отношения со своей коллегой, девушкой по имени Ниа, которая уже в течение долгого времени скрывает свою болезнь от всех окружающих. Знакомые Сайласа из общества заболевших «SOS» вводят его в тайное общество единомышленников, не считающих «SOS» болезнью. Пытаясь перебороть себя, Сайлас уходит со своей престижной работы и устраивается садовником, но Ниа находит его и их отношения заходят очень далеко. Тем временем, власти изобретают новое радикальное средство борьбы с «SOS»: введение имплантата «Эшби ENI» полностью лишает человека возможности чувствовать. Узнав об этом, влюблённые решают бежать на Полуостров, — другой анклав выживших, о котором известно очень мало, там не видно признаков цивилизации, его обитатели живут на лоне природы.
За два дня до запланированной даты побега Нию вызывают в управление по размножению, где выясняется, что она беременна, и её тотчас изолируют. Друзьям удаётся освободить её из Дыры, выдав за другую девушку, недавно покончившую с собой. Один из членов тайного общества, пройдя лечение ENI, выдаёт своих товарищей, хранители арестовывают всю троицу и подвергают их ENI. Услышав об этом Сайлас падает духом. Он является домой, где его ожидает Ниа, но к её ужасу отчаявшийся Сайлас прибёг к ENI. Герои садятся в поезд, следующий к границе Анклава, Сайлас пытается превозмочь действие препарата и воскресить свои чувства к Нии.

## В ролях
- Николас Холт — Сайлас
- Кристен Стюарт — Ниа
- Гай Пирс — Джонас
- Джеки Уивер — Бесс
- Тоби Хасс — Джордж
- Дэвид Селби — Леонард
- Кейт Лин Шейл — Кейт
- Ребекка Хэзвуд — Зои
- Тео Ю — Питер
- Аврора Перрино — Ирис
- Скотт Лоуренс — Марк
- Бел Паули — Рэйчел
- Том Стоукс — Доминик
- Кай Леннокс — Макс
- Клаудия Ким — «Коллектив» (голос)

## Релиз
Мировая премьера состоялась на 72-м Венецианском кинофестивале в сентябре 2015 года. Премьера фильма в Северной Америке состоялась на Международном кинофестивале в Торонто в том же 2015 году. В прокат в кинотеатрах фильм вышел в 2016 году, премьера в России — 14 июля 2016 года.

## Критика
Фильм получил в большей степени отрицательные отзывы от кинокритиков. На сайте Rotten Tomatoes фильм имеет рейтинг 32 % на основе 66 рецензий со средним баллом 5 из 10. На сайте Metacritic фильм имеет оценку 43 из 100 на основе 27 рецензий критиков, что соответствует статусу «смешанные или средние отзывы».